# Johannes Kunisch
Johannes Kunisch (* 31. Januar 1937 in Berlin; † 2. März 2015 in Bonn) war ein deutscher Historiker. Er bekleidete Lehrstühle für Geschichte der Frühen Neuzeit an den Universitäten Frankfurt am Main (1972–1976) und Köln (1976–2002). Kunisch wurde durch seine Publikationen zu einem der führenden deutschen Frühneuzeithistoriker. Jahrzehntelang befasste er sich intensiv mit dem preußischen König Friedrich II. Seine 2004 veröffentlichte und vielbeachtete Biografie zu ihm gab der Preußenforschung nachhaltige Impulse.

## Leben und Wirken
Johannes Kunisch entstammte einer preußisch-bildungsbürgerlichen Familie. Er war der Sohn des Münchener Germanistikprofessors Hermann Kunisch. Das Abitur legte er im Jahr 1955 am Wittelsbacher-Gymnasium München ab. Kunisch beabsichtigte zunächst, Kunsthändler zu werden. Auf Betreiben seines Vaters hat er diesen Plan nicht in die Tat umgesetzt. Das Interesse hat er aber sein Leben lang als Sammler moderner Kunst weiterverfolgt.
Von 1957 bis 1963 studierte Kunisch Geschichte und Kunst- und Rechtsgeschichte an der Ludwig-Maximilians-Universität München und der Freien Universität Berlin. In München studierte er bei Franz Schnabel, Johannes Spörl und bei Hans Sedlmayr. In Berlin waren Wilhelm Berges, Carl Hinrichs und Hans Kauffmann seine akademischen Lehrer. In München wurde er 1963 von Johannes Spörl promoviert mit einem Thema zur mittelalterlichen Architekturgeschichte des 12. Jahrhunderts. Kunisch war von 1963 bis 1968 Assistent von Friedrich Hermann Schubert an der Universität Kiel und von 1968 bis 1972 an der Universität Frankfurt am Main. Von 1967 bis 1969 bezog er ein Habilitationsstipendium der Deutschen Forschungsgemeinschaft für ein Habilitationsprojekt über den österreichischen Feldmarschall Gideon von Laudon, für welches auch größere Archivstudien in Wien durchzuführen waren. Die über den Feldmarschall Laudon geplante „Gesamtbiographie“ kam aber nicht zustande. Habilitiert wurde Kunisch im Sommer 1971 in Frankfurt über den kleinen Krieg und das Heerwesen des aufgeklärten Absolutismus.
Seit 1972 lehrte er an der Universität Frankfurt am Main als H 2-Professor. Im Jahre 1976 wurde er als ordentlicher Professor für Mittlere und Neuere Geschichte an die Universität zu Köln berufen. In Köln trat er die Nachfolge von Ricardo Krebs an, wo er bis zu seiner Emeritierung im Jahr 2002 blieb. Einen Ruf 1975 an die Philipps-Universität Marburg als Nachfolger von Gerhard Oestreich lehnte er ab, ebenso wie einen Ruf an die Friedrich-Alexander-Universität Erlangen-Nürnberg als Nachfolger von Kurt Kluxen. Zu seinen akademischen Schülern zählen unter anderem Hans-Wolfgang Bergerhausen, Franz Josef Burghardt, Johannes Burkhardt, Harm Klueting, Helmut Neuhaus, Andreas Pečar, Gorch Pieken, Michael Rohrschneider, Lothar Schilling, Anton Schindling, Michael Sikora, Barbara Stollberg-Rilinger und Aloys Winterling.
In den Jahren 1992/93 gehörte Kunisch zum Gründungssenat der Universität Potsdam, seit 1997 war er ordentliches Mitglied der Nordrhein-Westfälischen Akademie der Wissenschaften. Kunisch war Mitglied der Vereinigung für Verfassungsgeschichte. Seit 1974 war er Mitherausgeber der neu entstandenen Zeitschrift für historische Forschung und hatte für die ersten 29 Bände auch die Schriftleitung inne. Das Herausgebergremium der Zeitschrift setzte auf ein neues Periodisierungsmodell. Das späte Mittelalter wurde aus der traditionellen Mediävistik gelöst und mit der frühen Neuzeit verbunden. Die Zeitschrift sollte sich der „Erforschung des Spätmittelalters und der frühen Neuzeit“ widmen. Die Zeitschrift für Historische Forschung entwickelte sich unter seiner Leitung zu der wohl führenden deutschen Fachzeitschrift für Spätmittelalter und Frühe Neuzeit. Kunisch war einer der ersten Historiker, die den Begriff der Frühen Neuzeit systematisch eingesetzt haben. Ein Aufsatz Über den Epochencharakter der frühen Neuzeit aus dem Jahr 1975 gilt als impulsgebend dieser sich neu entwickelnden historischen Teildisziplin. Durch Kunisch und vor allem durch seine Schülerin Barbara Stollberg-Rilinger als Herausgeber vollzog sich auch die konsequente Öffnung der Zeitschrift für kulturwissenschaftliche Themen. Seit 1993 war er Mitherausgeber der Zeitschrift Der Staat sowie seit 1991 Schriftleiter der Forschungen zur Brandenburgischen und Preußischen Geschichte. Er begründete im Auftrag der Preußischen Historischen Kommission die Schriftenreihe Quellen und Forschungen zur Brandenburgischen und Preußischen Geschichte. Von 1988 bis 2005 war er Vorsitzender der Preußischen Historischen Kommission.
Seine wissenschaftlichen Schwerpunkte waren die Geschichte des Absolutismus in Deutschland, die Geschichte Preußens im 18. Jahrhundert, Militärgeschichte der frühen Neuzeit, historische Biographie sowie die Geschichte Friedrichs des Großen. Die Dissertation behandelte die Doppelkapelle von Schwarzrheindorf und den Einfluss, den Konrad III. und der Kölner Erzbischof Arnold II. von Wied auf die Entstehung des Bauwerks genommen haben. Am Beispiel eines Kapellenhauses aus staufischer Zeit versuchte Kunisch „aus der Erforschung einer architektonischen Hinterlassenschaft eine Erweiterung der Erkenntnisse der allgemeinen Geschichte zu ziehen“. Seine Dissertation war für die damalige Zeit ungewöhnlich interdisziplinär angelegt.
Ein Hauptanliegen seiner Forschungen war es, „Staat und Krieg gedanklich zu durchdringen“. In seiner Habilitationsschrift fragte er nach dem Zusammenhang von Staatenkonflikten im 18. Jahrhundert und der Struktur frühmoderner Staatlichkeit. Seine Habilitationsschrift war Ausgangspunkt für Arbeiten zum „Kleinen Krieg“, zum „Mirakel des Hauses Brandenburg“ und zu den Hausgesetzen der dynastischen Fürstenstaaten. Im Jahre 1986 veröffentlichte er eine Gesamtdarstellung über den Absolutismus. Kunisch legte eine wegweisende Interpretation der Rituale und Zeremonien in der Goldenen Bulle vor. Er lenkte den Blick auf die „protokollarische Präeminenz“ der Kurfürsten und die Ranghierarchie, denen von den Zeitgenossen „die gleiche Bedeutung [...] wie den anderen Verfassungsproblemen des Reiches“ beigemessen wurde. Er gab dadurch der Mediävistik neue Forschungsanreize. Kunisch legte eine mehrbändige Edition der Schriften von Gerhard von Scharnhorst vor. Im November 2000 hielt Kunisch anlässlich des 300-jährigen Jubiläums der Königserhebung des Hauses Brandenburg eine Tagung in Berlin ab. Die Beiträge wurden 2002 veröffentlicht.
Bekanntheit erlangte Kunisch 2004 weit über die Fachwelt hinaus mit einer umfassenden und mehrfach aufgelegten Biographie des Preußenkönigs. Die Biographie gilt als Standardwerk über den Preußenkönig. In seiner Biographie berücksichtigte Kunisch auch ausführlich die Kunst. Ganze Kapitel behandeln den Bauherrn, den Kunstsammler, den Schriftsteller und den allgemeinen Förderer der Künste und Wissenschaften. Dabei stellte Kunisch immer auch einen Zusammenhang zur politischen Biographie des Preußenkönigs her. Die Biographie gilt als sein bedeutendstes Werk. Er veröffentlichte 2008 fünf Essays, die einzelne Aspekte seiner Biographie aufgriffen und vertieften. Im Jahr 2011 veröffentlichte Kunisch eine knappe Einführung über den preußischen Herrscher Friedrich II.
Kunisch verstarb am 2. März 2015 im Alter von 78 Jahren und wurde in Iffeldorf in Oberbayern beigesetzt.

## Schriften
Ein Schriftenverzeichnis erschien in: Helmut Neuhaus, Barbara Stollberg-Rilinger (Hrsg.): Menschen und Strukturen in der Geschichte Alteuropas. Festschrift für Johannes Kunisch zur Vollendung seines 65. Lebensjahres, dargebracht von Schülern, Freunden und Kollegen (= Historische Forschungen. Bd. 73). Duncker & Humblot, Berlin u. a. 2002, ISBN 3-428-10219-3, S. 451 ff.
Monografien
- Konrad III., Arnold von Wied und der Kapellenbau von Schwarzrheindorf (= Veröffentlichungen des Historischen Vereins für den Niederrhein, insbesondere das Alte Erzbistum Köln. Bd. 9, ISSN 0931-0096). Schwann, Düsseldorf 1966.
- Feldmarschall Loudon. Jugend und erste Kriegsdienste (= Archiv für österreichische Geschichte. Bd. 128, 3). Böhlau, Wien u. a. 1972, ISBN 3-205-04408-8.
- Der kleine Krieg. Studien zum Heerwesen des Absolutismus (= Frankfurter historische Abhandlungen. FHA. Bd. 4, ISSN 0170-3226). Steiner, Wiesbaden 1973, (Zugleich: Frankfurt am Main, Universität, Habilitations-Schrift, 1971).
- Das Mirakel des Hauses Brandenburg. Studien zum Verhältnis von Kabinettspolitik und Kriegführung im Zeitalter des Siebenjährigen Krieges. Oldenbourg, München u. a. 1978, ISBN 3-486-48481-8.
- Staatsverfassung und Mächtepolitik. Zur Genese von Staatenkonflikten im Zeitalter des Absolutismus (= Historische Forschungen. Bd. 15). Duncker & Humblot, Berlin 1979, ISBN 3-428-04526-2.
- Absolutismus. Europäische Geschichte vom Westfälischen Frieden bis zur Krise des Ancien Régime (= UTB, Bd. 1426). Vandenhoeck & Ruprecht, Göttingen 1986, ISBN 3-525-03209-9; 2., überarbeitete Auflage 1999, ISBN 3-8252-1426-5.
- Fürst, Gesellschaft, Krieg. Studien zur bellizistischen Disposition des absoluten Fürstenstaates. Böhlau, Köln u. a. 1992, ISBN 3-412-03091-0.
- Loudons Nachruhm. Die Geschichte einer Sinnstiftung (= Nordrhein-Westfälische Akademie der Wissenschaften. Vorträge. G, Geisteswissenschaften. Bd. 359). Westdeutscher Verlag, Opladen u. a. 1999, ISBN 3-531-07359-1, doi:10.1007/978-3-322-88515-9.
- Friedrich der Große und die preußische Königskrönung von 1701 (= Nordrhein-Westfälische Akademie der Wissenschaften. Vorträge. G, Geisteswissenschaften. Bd. 381). Schöningh, Paderborn u. a. 2002, ISBN 3-506-71480-5.
- Friedrich der Große. Der König und seine Zeit. C. H. Beck, München 2004, ISBN 3-406-52209-2.
- Friedrich der Große in seiner Zeit. Essays. C. H. Beck, München 2008, ISBN 978-3-406-56282-2.

Herausgeberschaften
- Der dynastische Fürstenstaat. Zur Bedeutung von Sukzessionsordnungen für die Entstehung des frühmodernen Staates (= Historische Forschungen. Bd. 21). Duncker & Humblot, Berlin 1982, ISBN 3-428-05106-8.
- Expansion und Gleichgewicht. Studien zur europäischen Mächtepolitik des ancien régime (= Zeitschrift für historische Forschung. Beiheft. 2). Duncker & Humblot, Berlin 1986, ISBN 3-428-06065-2.
- Prinz Eugen von Savoyen und seine Zeit. Eine Ploetz-Biographie. Ploetz, Freiburg (Breisgau) u. a. 1986, ISBN 3-87640-194-1.
- Staatsverfassung und Heeresverfassung in der europäischen Geschichte der frühen Neuzeit (= Historische Forschungen. Bd. 28). Duncker & Humblot, Berlin 1986, ISBN 3-428-05964-6.
- Neue Studien zur frühneuzeitlichen Reichsgeschichte (= Zeitschrift für historische Forschung. Beiheft. 3). Duncker & Humblot, Berlin 1987, ISBN 3-428-06193-4.
- Analecta Fridericiana (= Zeitschrift für historische Forschung. Beiheft. 4). Duncker & Humblot, Berlin 1987, ISBN 3-428-06337-6.
- Persönlichkeiten im Umkreis Friedrichs des Großen (= Neue Forschungen zur brandenburg-preußischen Geschichte. Bd. 9). Böhlau, Köln u. a. 1988, ISBN 3-412-12588-1.
- Spätzeit. Studien zu den Problemen eines historischen Epochenbegriffs (= Historische Forschungen. Bd. 42). Duncker & Humblot, Berlin 1990, ISBN 3-428-06905-6.
- Bismarck und seine Zeit (= Forschungen zur Brandenburgischen und Preußischen Geschichte. Beiheft. NF Bd. 1). Duncker & Humblot, Berlin 1992, ISBN 3-428-07314-2.
- Aufklärung und Kriegserfahrung. Klassische Zeitzeugen zum Siebenjährigen Krieg (= Bibliothek der Geschichte und Politik. Bd. 9 = Bibliothek deutscher Klassiker. Bd. 131). Deutscher Klassiker-Verlag, Frankfurt am Main 1996, ISBN 3-618-66695-0.
- Neue Studien zur frühneuzeitlichen Reichsgeschichte (= Zeitschrift für historische Forschung. Beiheft. 19). Duncker & Humblot, Berlin 1997, ISBN 3-428-09096-9.
- mit Herfried Münkler: Die Wiedergeburt des Krieges aus dem Geist der Revolution. Studien zum bellizistischen Diskurs des ausgehenden 18. und beginnenden 19. Jahrhunderts (= Beiträge zur politischen Wissenschaft. BPW. Bd. 110). Duncker & Humblot, Berlin 1999, ISBN 3-428-09577-4.
- Dreihundert Jahre Preußische Königskrönung. Eine Tagungsdokumentation (= Forschungen zur Brandenburgischen und Preußischen Geschichte. Beiheft. NF Bd. 6). Duncker & Humblot, Berlin 2002, ISBN 3-428-10796-9.